# 柉禁器组

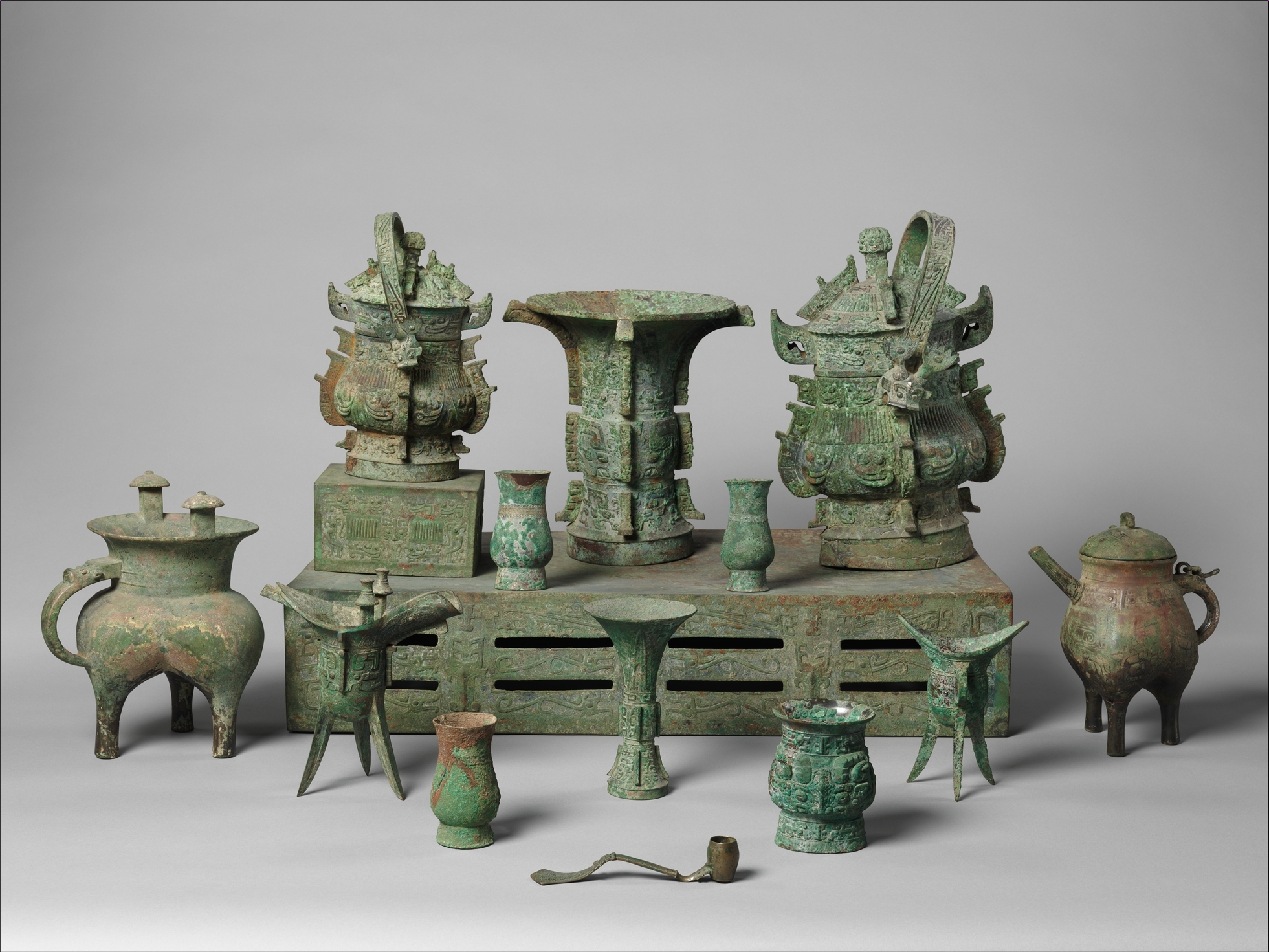
柉禁器组

柉禁器组，又称柉禁十三器、柉禁诸器，1901年出土于陕西宝鸡斗鸡台一座西周贵族墓葬的一组青铜器，共14件。其中有一件青铜夔蝉纹铜禁，是自有金石学之后首次出土，此前禁这一类器物只见于古书记载。柉禁器组出土后辗转被清朝金石学家端方收藏，并被端方收录于他编撰的《陶斋吉金录》中。1924年，端方的后人将柉禁器组通过美国人福开森卖给美国纽约大都会艺术博物馆，由大都会艺术博物馆收藏至今。
柉禁器组的14件青铜器分别是1件青铜禁和13件青铜酒器，具体为柉禁、鼎卣一、鼎卣二、鼎尊、父乙盉、妣己觚、子扫帚斝、父乙觯、牺形爵、祖癸角、父甲觯、雷纹觯、亚形妣己觯和铜斗。除柉禁、雷纹觯和铜斗之外，其余11件均带有铭文。

## 命名
端方在《陶斋吉金录》将其所藏青铜禁命名为“柉禁”，但并未详述其命名的理由。据容庚推测，应是源自东汉《礼器碑》中“笾柉禁壶”的记载。“柉”原为树名，在《礼器碑》中借指杯或碗类容器，将青铜禁命名为“柉禁”并不十分恰当，但自端方以后，已成为该青铜禁约定俗成的称谓。

## 出土收藏
光绪辛丑秋（1901年秋），柉禁器组在陕西凤翔府宝鸡县三十里斗鸡台（今陕西省宝鸡市金台区戴家湾一带）的一座西周贵族墓葬中出土，为戴家湾村村民王奎在村北坡地取土时发现的，包括柉禁器组在内的共有30余件青铜器。
柉禁器组出土后辗转被清朝金石学家端方收藏，端方是晚清时期的重臣，生于直隶的一个满洲贵族家庭，曾在1899年出任陕西按察使、布政使、并代理陕西巡抚。柉禁器组出土的1901年，端方已经调任湖北巡抚。1911年，四川总督赵尔丰因四川局势失控被免职，清廷命时任川汉粤汉铁路督办大臣的端方署理四川总督，率湖北新军入川鎮壓革命黨人。1911年11月27日，新军哗变，端方和他的弟弟在兵变中被杀。
端方死后，其在京城的房产被人纵火烧毁，家道逐渐衰落。1924年春，端方后人将柉禁器组通过时任中华民国政府高等政治顾问及中国科学美术杂志编辑的美国人福开森卖给了纽约大都会博物馆。当时卖出的总共20件器物，除上述的14件外，另有6件青铜杓（匕）。在运往美国之前，福开森将这组器件逐一摹拓打印，据器之大小而定纸之长短，一套15幅图，辑成《匋斋旧藏古禁全器》，郑孝胥题签，影印出版。据福开森称6件铜杓是发现柉禁的人第二次转售给端方的。

## 摆放方式
端方《陶斋吉金录》中的柉禁全图使将所有的13件酒器全部放置在禁台上。华觉明在《端方柉禁诸器的工艺考察》一文中则称，柉禁诸器在器物形制、纹饰和铸造技法上看，应是晚商至西周早期的作品，根据因长期放置而在禁面形成的器物痕迹，原先放置在禁上的有鼎卣二、雷纹觯、鼎尊、父甲觯和鼎卣一5件；斝不能与禁、卣、尊等配伍；妣己觚、子扫帚斝、父乙觯、亚形妣己觯共4件圆足器未在禁面留下器痕，不应与柉禁放在一起；而角、爵为三足器，很难留下器痕，是否与柉禁为同一器组存疑。
1933年，日本人梅原末治所写的《柉禁の考古学的考察》中使用了一张共20器的照片，增加了6件结为一束放置在尊中的铜杓（匕）。由于柉禁器组基本已被认定为十四器，大都会博物馆并未将铜杓与禁同时展出。柉禁器组被运到大都会博物馆后，在布置展台时将斝和盉以及两件觯被取下，铜斗被横陈在尊的前面。后来有进行了调整，仅留了5件酒器在禁面上。

## 器组
端方在《陶斋吉金录》绘制了《柉禁全图》一张，器物分图十三张，并有每件器物的说明及铭文拓印图案。书中柉禁器组共计有各类青铜器14件，包括柉禁、鼎卣一、鼎卣二、铜勺、鼎尊、父乙盉等。
|            |            |          |          | |
| 名称       | 编号       | 器物图片 | 铭文图片 | 说明 |
| 柉禁       | 24.72.1    |          | 不適用   | 青铜禁，长89.9厘米，宽46.4厘米，高18.1厘米，重32.2公斤。器形为扁平长方体，前后各有长孔八，左右各有长孔二，器上尚存放置其他青铜器留下的痕迹。 |
| 鼎卣一     | 24.72.3a,b |          |          | 青铜卣，高47公分，宽29.2公分，重14.1公斤。《商周金文编》称其为“鼎卣甲”。器盖、器身上各有一个“鼎”字铭文。 |
| 鼎卣二     | 24.72.2a–c |          |          | 青铜带座卣，高34.3公分，宽24.1公分，腹径22.9公分，重8.8公斤，可分解为器盖、器身和底座三部分。《商周金文编》称其为“鼎卣乙”。器盖、器身上各有一个“鼎”字铭文。2012年6月，陕西宝鸡石鼓山西周墓的石鼓山1号禁出土时，上方也放置有一件带座卣，即户卣乙和石鼓山2号禁。 |
| 鼎尊       | 24.72.4    |          |          | 青铜尊，高34.9公分，口径28.3公分，圈足直径17.5公分，重7.3公斤，圈足内侧有一个“鼎”字铭文。 |
| 父乙盉     | 24.72.5a,b |          |          | 青铜盉，高28.6公分（包括流和鋬），宽23.5公分，重2.5公斤。器盖、器身均有“子父乙”铭文。 |
| 妣己觚     | 24.72.10   |          |          | 青铜觚，典型的商末器物，通高21公分，口径12.7公分，圈足径7.1公分，重0.5公斤。此觚体细高，喇叭口，细腰，有圈足。装饰有蕉叶纹、凸眼蛇纹、扉棱、兽面纹和夔纹等。圈足内壁有“亞妣己”四字铭文。                                                                       |
| 子扫帚斝   | 24.72.7    |          |          | 青铜斝，总高33公分，宽26.7公分，重5.4公斤。又称子执拂斝，由鋬内图形得名。 |
| 父乙觯     | 24.72.6    |          |          | 青铜觯，高14.6公分，腹14.6×12.4公分，口径10.5公分，足径9.5公分，重0.9公斤。《陶斋吉金录》称“父乙尊”，《商周金文编》称其为“天父乙觯”。 |
| 牺形爵     | 24.72.9    |          |          | 青铜爵，高25.1公分，宽22.9公分，腹径12.4公分，重1.4公斤。鋬内有铭文。 |
| 祖癸角     | 24.72.13   |          |          | 青铜角，高20公分，口宽14.6公分，腹径6.4公分，重1.1公斤。 |
| 父甲觯     | 24.72.12   |          |          | 青铜觯，高14.6公分，腹径7.9公分，重0.7公斤。 |
| 雷纹觯     | 24.72.11   |          | 不適用   | 青铜觯，高14公分，腹径7公分，重0.7公斤。 |
| 亚形妣己觯 | 24.72.14   |          |          | 青铜觯，高12.7公分，腹径7.6公分。又称妣己觯。该器并未出现于《陶斋吉金录》的柉禁分图，而是收录于卷三，称“立旗觯”。 |
| 铜斗       | 24.72.8    |          | 不適用   | 既《陶斋吉金录》中所言“铜勺”，出土时放置于鼎卣二内。 |